# Metalen Kruis Vrijwilligers 1830-1831

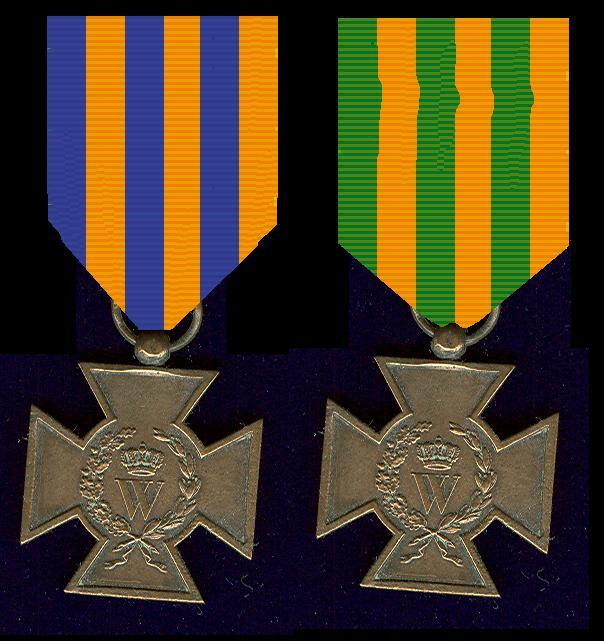
Links het Metalen Kruis, rechts het Metalen Kruis voor Vrijwilligers 1830-1831. Particuliere verzameling,Groningen

Zij, die, zonder dienstplichtig te zijn en die zich zonder handgeld voor de Tiendaagse Veldtocht in dienst hadden begeven, kregen in 1831 Het Metalen Kruis Vrijwilligers 1830-1831.
Deze onderscheiding staat ook wel bekend als het Hasseltkruis. Het werd ingesteld bij Koninklijk Besluit van koning Willem I no. 70 van 12 september 1831 en uitgereikt aan allen, die vrijwillig aan de krijgsverrichtingen in de jaren 1830 en 1831 hebben deelgenomen.
Vanuit heel Nederland verzamelden zich jonge mannen om de Belgische opstand te neer te slaan. Vooral de studenten toonden zich geestdriftig en dienden in regimenten Flankeurs.
Het Metalen Kruis is een vierarmig bronzen kruis met een breedte van 29 millimeter. De voorzijde vertoont de gekroonde "W" in een krans bestaande uit een tak van eikenbladeren (links) en een tak van laurierbladen (rechts).
De keerzijde heeft dezelfde krans, waar binnen de jaartallen "1830-1831". Op de armen van het kruis is de tekst "VRIJWILLIG TROUW AAN / KONING / EN / VADERLAND" te lezen.
Het lint is verdeeld in zes gelijke banen groen en oranje, beginnend aan de linkerzijde met een groene baan.
Het brons voor het kruis werd gehaald uit een tweetal bij de, door het Nederlandse leger op 8 augustus 1831 gewonnen Slag om Hasselt, veroverde kanonnen.
Dragers van het Metalen Kruis werden in de volksmond ridders van het Metalen Kruis genoemd. Dit predicaat komt veelvuldig voor in krantenberichten, verhalen en op grafzerken. Waarschijnlijk gebeurde dit naar voorbeeld van ridders in de Militaire Willems-orde al is van een dergelijke orde geen sprake. 
Er zijn enige Metalen Kruizen bekend met een bronzen lauwerkrans als verhoging tussen het lint en het kruis. Deze lauwerkrans was een door de dragers zelf bedacht draagteken dat een Eervolle Vermelding aanduidde.
Er zijn vele duizenden metalen kruisen uitgereikt; de onderscheiding is daarom niet bijzonder kostbaar.
Voor het metalen kruis dat aan het leger en de marine werden uitgereikt: Zie Metalen Kruis 1830-1831.